# Shoppi Tivoli
Das Shoppi Tivoli in Spreitenbach ist  flächenmässig das grösste Einkaufszentrum der Schweiz. Es wurde am 12. März 1970 eröffnet und liegt in Spreitenbach im Limmattal, ca. 8 Kilometer westlich des Stadtrands von Zürich. 2010 wurde es gründlich erneuert und neu positioniert.

## Planung/Geschichte
Drei Wochen nachdem im Juni 1957 am Gottlieb-Duttweiler-Institut in Rüschlikon öffentlich über «Shopping-Center» debattiert worden war, war das Thema in der Spreitenbacher Ortsplanung angekommen. Vom Planer Klaus Scheifele wurde vorgeschlagen, in der geplanten Gemeinschaftszone ein Ladenzentrum anzusiedeln, das über den täglichen Frischwarenbedarf hinausgehe. Die 1960 genehmigte Zonenplanung von Spreitenbach sah an der Stelle somit schon ein Einkaufszentrum vor.
Parallel zum Bau des Schweizer Autobahnnetzes entstanden an dessen Knotenpunkten grosse Einkaufszentren. Das Einkaufszentrum Glatt war eines dieser Einkaufszentren, die zur selben Zeit geplant wurden wie das Shoppi. Dessen Fertigstellung verzögerte sich aber wegen der komplexen Verkehrssituation und des Autobahnbaus und konnte erst fünf Jahre nach dem Shoppi eröffnet werden.
Sie veränderten den schweizerischen Detailhandel nachhaltig, weil sie den Distanzschutz der angestammten gewerblichen Verkaufsgeschäfte aufhoben. Schon 1967 war zudem das System der gebundenen Endverkaufspreise für Lebens- und Genussmittel («Preisbindung der zweiten Hand») gefallen. Damit waren die Voraussetzungen für einen scharfen Preiswettbewerb geschaffen.
Am 27. August 1962 wurden die Vertreter der Zürcher Firma Agemit beim Gemeinderat vorstellig und legten ihre Pläne für ein «Regional-Einkaufszentrum mit Vergnügungs- und Kulturzentrum» vor. Dabei wurde auch um eine Bewilligung einer späteren Schliessungszeit am Abend – im Sommer 21 Uhr, im Winter 20 Uhr – ersucht. Diese Verlängerung der Öffnungszeiten wurde am 18. Februar 1963 bewilligt. Weil das vorgesehene Baugrundstück sich über mehrere Zonen der Bauordnung von 1960 erstreckte, waren ein neuer Teilzonenplan und ein Richtplan notwendig. Dies verzögerte den Baubeginn. Die Gemeindeversammlung stimmte am 17. August 1965 der für den Bau notwendigen Spezialbauordnung mit einer einzigen Gegenstimme zu. Der eigentliche Baubeginn war im Juli 1967. Bei der Grundsteinlegung am 11. Oktober 1967 machte der Gemeindeammann Robert Locher mit den Worten «[…] dass uns diese Grossüberbauung nicht aufgedrängt wurde, sondern dass diese Anlage den klaren Vorstellungen unserer Planungsfachleute und der politischen Behörden entspricht […]» klar, dass dieses Projekt von der Gemeinde mitgetragen wurde. Was auch stimmte, denn die Gemeindebehörden stellten sich nicht quer, sondern versuchten eher für die Gemeinde Zugeständnisse herauszuholen. So musste beispielsweise das Hallenbad auf Kosten der Bauherrschaft erstellt werden. Der im Herbst 1967 bereinigte Richtplan sah um das Shoppi herum vier Hochhäuser vor, von denen aber nur zwei gebaut wurden. Das erste 17-stöckige Hochhaus war auch der Grund, warum die anfänglich für Herbst 1969 vorgesehene Eröffnung auf den Frühling 1970 verschoben werden musste, da wegen des schlechten Baugrunds zeitraubende Pfahlgründungen notwendig waren.
Das Shopping Center in Spreitenbach als eines der ersten der Schweiz wurde in der damaligen Öffentlichkeit auch als Sehenswürdigkeit und Kulturphänomen wahrgenommen. Der aus Österreich nach den USA emigrierte Architekt und Planer Victor Gruen hatte in seinen visionären Publikationen und Vorträgen die Eckpunkte des Systems Shopping Center definiert und als Architekt das SC Spreitenbach entworfen: Einheit von Wohnen, Arbeiten, Einkaufen und Freizeitbetrieb; damit Vermeidung von Pendlerwegen; Verbindung von kommerzieller mit öffentlicher Nutzung; Entflechtung des Auto-, Bahn- und Fussgängerverkehrs auf verschiedene Ebenen. Dabei hat er, basierend auf dem englischen Verkehrsplaner Colin Buchanan, die Verkehrsebene für Fussgänger über diejenige für die Autos gelegt und damit getrennt. Das Shopping Center folgte zumindest ansatzweise dem klassischen Shoppingcenter-Konzept: mit zentraler Flanierstrecke, mit Supermärkten der Grossverteiler Migros, Manor AG und Denner als Kundenmagneten und mit zweiundfünfzig aufgereihten Spezialgeschäften.
Die Gesamtheit der Nutzungen in Spreitenbach – Wohnhochhäuser, Kongressräume, Hallenbad, Sportanlagen – sollte den passenden Rahmen für den Einkauf als Familienerlebnis bilden. Mit Attraktionen und Ausstellungen wurde der Erlebnischarakter verstärkt. Anfänglich drängten sich in Spreitenbach die Massen selbst an den Sonntagen, wenn die Läden geschlossen waren, um an den Schaufenstern vorbei zu flanieren. Sieben Restaurants, acht Kegelbahnen und ein Fitnessklub unterstrichen den Anspruch des Shopping Centers, eine ganzheitliche Freizeit- und Vergnügungsplattform für urbane, moderne Menschen zu sein.
Erwähnenswert ist, dass zur Zeit der Eröffnung des Shoppi und des Baubeginns des Tivoli nicht nur der Ausbau der bestehenden Landstrasse (Hauptstrasse Nr. 3) zu einer richtungsgetrennten Expressstrasse vom Kanton geplant war, sondern zwischen den beiden Gebäuden an der Landstrasse auch die Möglichkeit einer Endstation der verlängerten Linie Kloten – Dietikon der U-Bahn Zürich zur Diskussion stand.

## Erschliessung und Bau
Erster Promotor von Spreitenbach war der Schweizer Detailhandels-Pionier Karl Schweri, der ab 1962 unter der Marke Denner die erste Discount-Kette der Schweiz aufgebaut hatte. Schweri stellte den jungen Juristen Jacques Müller (den späteren Gründer und Leiter der Intershop-Gruppe) an. Er hatte mehrere Immobilienfonds (Interswiss, Interglobe) gegründet und entsandte Müller nach Frankreich und den USA, um dort die neue Verkaufsform der Shopping Center zu studieren und für die Fonds Einzelhandels-Immobilien zu kaufen. Das 1966 in Kraft getretene Anlagefondsgesetz verdarb Schweri aber das Geschäft, noch bevor die Pläne in Spreitenbach konkrete Formen annehmen konnten. Auf Druck der Grossbanken wurde eine Rücknahmeverpflichtung für Fondsanteile in das Gesetz eingebaut, was Schweris Risiko erhöhte und ihn schliesslich zum Verkauf seiner Fonds an die Schweizerische Kreditanstalt und den Schweizerischen Bankverein zwang. Auf diesem Wege fiel den Grossbanken unter der Federführung der damaligen SKA (heute Credit Suisse) das Spreitenbach-Projekt zu.
Zehn Jahre nach der Eröffnung meldete das Shopping Center Spreitenbach 6,8 Millionen Besucher pro Jahr und einen Umsatz von 190 Millionen Franken; die jährlichen Zuwachsraten pendelten regelmässig um fünf Prozent. Inzwischen waren zahlreiche andere Einkaufszentren entstanden.

## Bau des Tivoli
1974 eröffnete die Dalbar AG, eine Gesellschaft des Bauunternehmers Hans Heinrich Rinderknecht, auf der anderen Seite der Kantonsstrasse in Spreitenbach das Zentrum «Tivoli», das anfänglich als Handels- und Gewerbezentrum geplant war und sich im Lauf der Planung zum direkten Konkurrenten des Shopping Centers wandelte. Nach dem Ölschock von 1973/74 und dem ersten ernsthaften Konjunktureinbruch geriet die Trägerschaft des Tivoli in Nachlassstundung. Unter der Führung der Migros wurde die Anlage von einer Stockwerkeigentümer-Gemeinschaft aufgefangen. Die unterschiedlichen Interessen der Eigentümer erleichterten die nötigen laufenden Erneuerungen nicht, so dass sich mit den Jahren ein ernsthafter Rückstand bei Unterhalt und Investitionen aufstaute.

## Zusammenschluss und Erneuerung
2001 schlossen sich die beiden scharfen Konkurrenten Shopping Center Spreitenbach und Tivoli zu einer gemeinsamen Betriebsgesellschaft (Shoppi Tivoli Management AG) zusammen, die nach einem gemeinsam erarbeiteten Masterplan die grundlegende Erneuerung der beiden Centers in Angriff nahm. Treibende Kraft war die aus dem Umfeld des Bankiers und Unternehmers Ernst Müller-Möhl (gestorben 2000) stammende A&A Liegenschaften-Gruppe unter der Leitung von Thomas Kurer und Cornel Schmid. A&A Liegenschaften kam ins Tivoli, weil sie von den Banken mit der Restrukturierung des Immobilienteils der Firma Möbel Märki AG beauftragt worden war.
In der Folge wurde die Zahl der Stockwerkeigentümer im Tivoli von 34 auf zehn reduziert. Als erstes Zeichen der Gemeinsamkeit entstand 2006 das Kinderparadies. Von 2008 bis 2010 wurde eine durchgreifende Erneuerung des Tivoli realisiert sowie eine neue Brückenverbindung, welche die Gestalt einer CenterMall mit 27 neuen Läden und einer zusätzlichen Verkaufsfläche von gegen 3000 m² erhielt. Schliesslich wurde die Totalerneuerung des Tivoli mit einem Investitionsvolumen von über rund 280 Millionen Franken beschlossen. Zusätzlich wurden in die Handänderungen, die der Bereinigung der Eigentumsverhältnisse dienten, weitere rund 110 Millionen Franken investiert. Die Pläne für den Umbau stammten vom international bekannten Architekten Matteo Thun. Im Herbst 2010 wurde das neue SHOPPI TIVOLI eröffnet.

## Daten und Fakten
Auf einer Gesamtfläche von 151'600 Quadratmetern belegen über 150 Läden und Dienste insgesamt 78'000 m² Verkaufsfläche. Im Einkaufsgebäude sind über 1'500 Menschen beschäftigt. Pro Jahr besuchen rund 4,6 Millionen Besucher das Einkaufshaus und generieren einen Umsatz von 418 Millionen Franken. Es stehen 4200 Parkplätze zur Verfügung. Im Jahr 2022 wurde mit der Limmattalbahn eine verstärkte Anbindung an das öffentliche Verkehrssystem des Grossraums Zürich realisiert. Ende 2023 hat die Genossenschaft Migros Aare einer der beiden Supermärkte geschlossen. 2024 folgte Melectronics und SportX soll bis Ende Jahr geschlossen werden. Im Mai 2025 wurde bekannt, dass Coop die ehemalige Fläche der Migros übernehmen wird.